# Musée national d'Art de Catalogne
Ne doit pas être confondu avec Musée d'histoire de Catalogne.
Le musée national d'Art de Catalogne (en catalan : Museu Nacional d'Art de Catalunya), également connu par son acronyme MNAC, se trouve dans la ville de Barcelone (Espagne). Il est particulièrement renommé pour sa collection d'art roman considérée comme une des plus complètes du monde. Son directeur est Josep Serra i Villalba (ca).

## Historique

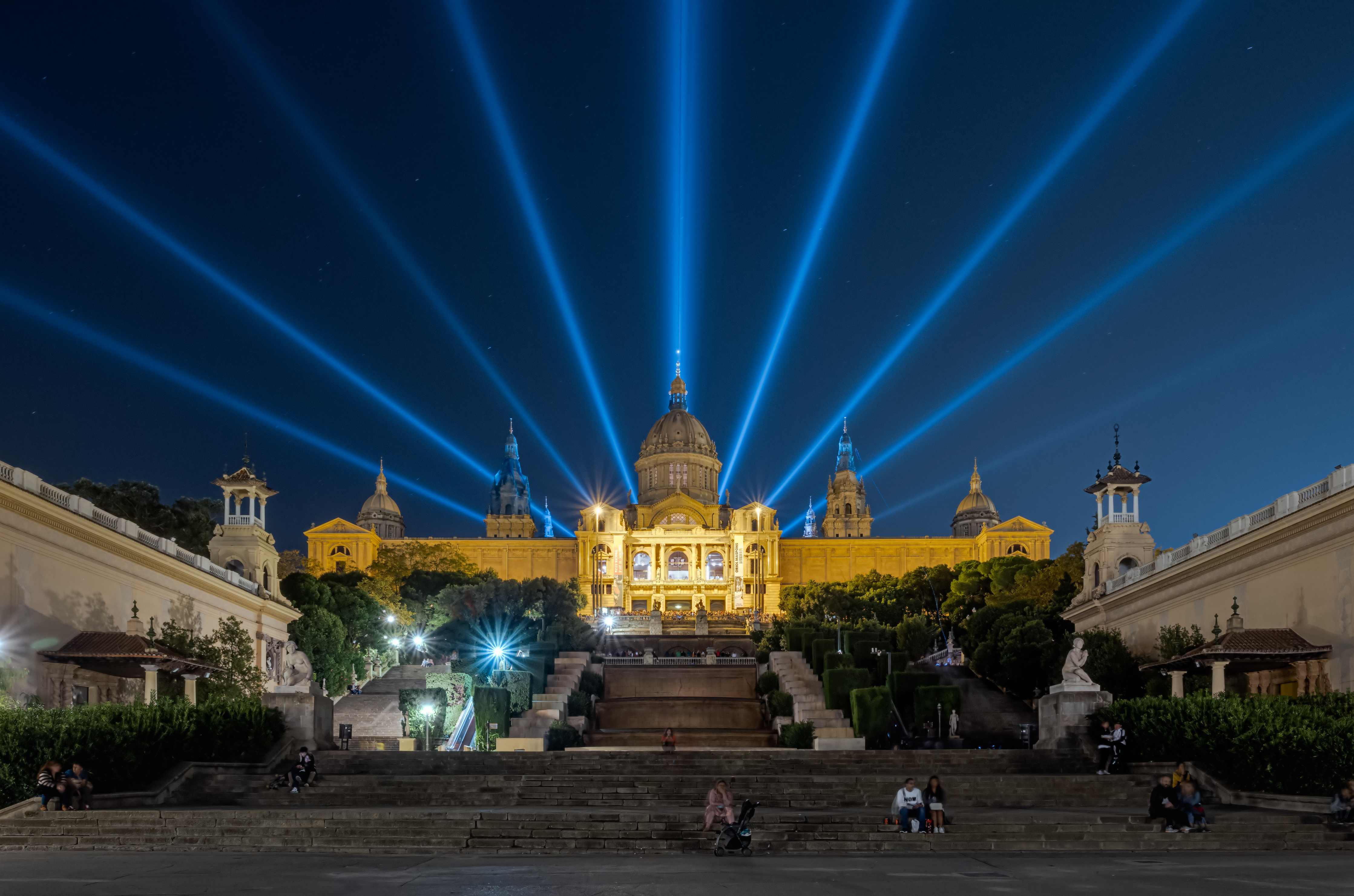
Le musée en lumières. Octobre 2019.

L'actuel musée a été constitué en 1990 par la réunion des collections du musée d'Art moderne (Museu d'Art Modern), créé en 1945, et du musée d'Art de Catalogne (Museu d'Art de Catalunya), inauguré en 1934. Aux pièces venant de ces musées se sont ajoutés une nouvelle section de monnaies, une autre de gravures ainsi que les fonds de la Bibliothèque générale d'histoire de l'art (Biblioteca General d'Història de l'Art). Plus tard, en 1996, a été ajouté un nouveau département consacré à la photographie. En 2006, le musée possédait environ 250 000 œuvres pour l'ensemble des différentes collections. En plus des expositions temporaires et de celles itinérantes, le musée remplit également d'autres missions comme l'étude, la conservation et la restauration des œuvres d'art.
Le MNAC est un consortium constitué par la Généralité de Catalogne, la ville de Barcelone et, depuis le début de 2005, l'Administration générale de l'État. À la direction du musée sont représentés, en plus des administrations publiques, des particuliers et des organismes privés qui collaborent avec le musée.
Le siège principal se trouve au Palau Nacional, situé sur la montagne de Montjuïc, édifice noucentiste des architectes Eugenio Cendoya, Enric Catà et Pere Domènech i Roura, inauguré en 1929 lors de l'Exposition Internationale tenue dans la Cité comtale.

## Collections
Parmi toutes les collections du musée, il faut citer en premier celle d'art roman. Le musée expose une série de peintures murales qui le rendent unique au monde. Sont également montrées diverses statues en bois, pièces d'orfèvrerie, émaux et sculptures en pierre. La majorité des pièces sont des exemplaires de l'art roman en Catalogne.
De la période gothique, le musée montre des pièces réalisées suivant diverses techniques qui servent à illustrer cette période historique en Catalogne. Dans la section consacrée à la Renaissance et au Baroque, on doit détacher deux panneaux de Bartolomé Bermejo, un Martyr de Ribera, une Immaculée Conception de Zurbarán et un célèbre Saint Paul de Vélasquez, une des rares peintures attestées de cet artiste conservées en dehors du musée du Prado. Cependant, cette section du musée demeurait incomplète et s'est enrichie considérablement avec la collection particulière de Francesc Cambó et un dépôt du musée Thyssen-Bornemisza.
La Collection Cambó fut donnée de manière désintéressée. Entre autres, il faut noter des peintures de Sebastiano del Piombo, Rubens, le Portrait de l'abbé de Saint-Non de Fragonard, deux scènes vénitiennes de Tiepolo et une curieuse scène mythologique, Cupidon et Psyché, de Goya.
Le MNAC accueille depuis 2004 des œuvres de la collection Thyssen-Bornemisza. Au début, les œuvres étaient exposées au monastère de Pedralbes, mais il a été décidé de les déplacer pour faciliter les visites du public. En font partie des peintures des périodes comprises entre la période gothique et le Rococo, par exemple de Fra Angelico, Lorenzo Monaco, Lucas Cranach, Le Carrache, Canaletto, etc.
Depuis 2005, le musée accueille également quelques œuvres de peinture catalane de la collection Carmen Thyssen-Bornemisza, cédées en dépôt gratuit. Parmi elles, on trouve des œuvres de Marià Fortuny, Lluís Graner, Josep Puigdengolas Barrella, Ramon Casas, Joaquim Mir, Hermenegildo Anglada Camarasa, Joaquín Torres García ou Antoni Tàpies.
Récemment, le MNAC a reçu diverses œuvres de Picasso, dont il faut noter Mujer con sombrero y cuello de piel, cédée comme dation en guise de paiement d'impôts.

## Quelques œuvres maîtresses de la collection

### Art roman (XIe–XIIIesiècles)
La collection d’art roman est incontestablement une des plus importantes et significatives du musée en raison de la série exceptionnelle de peintures murales qu’elle contient. En effet, sa singularité n’a d’égale dans aucun autre musée du monde. La plupart de ces œuvres, qui proviennent de petites églises de campagne des Pyrénées et d’autres endroits de la Vieille Catalogne, ont été connues et appréciées au début du XXe siècle, surtout à partir de l’expédition d’une mission dans les Pyrénées (1907) de l’Institut d’Estudis Catalans qui publia par la suite Les peintures murales catalanes. Des années après, on découvrit qu’un groupe de financiers et d’antiquaires étrangers avaient acheté en bloc la plupart des peintures murales pour les emporter aux États-Unis. Bien qu’il n’y eût pas de lois en Espagne qui interdisaient l’expatriation d’œuvres d’art, le Comité des musées organisa une intervention efficace de rachat, récupération et transfert au musée de Barcelone (1919-1923), dans la Citadelle, pour sauvegarder ce patrimoine roman, un art absolument unique qui a été considéré comme le symbole de la naissance et de la formation de la Catalogne.
Le parcours des salles d’art roman est chronologique et stylistique, et il expose les différentes tendances artistiques de l’art roman catalan avec des œuvres qui, globalement, vont du XIe au XIIIe siècle.
L’itinéraire commence avec les peintures murales de Sant Joan de Boí, proches de la tradition carolingienne française, puis se poursuit avec les œuvres d’influence italienne, sans doute liées à l’essor de la réforme grégorienne, qui dominent le panorama pictural à partir de la fin du XIe siècle. Les peintures murales de Sant Quirze de Pedret, Santa Maria d’Àneu ou Sant Pere del Burgal en sont de remarquables exemples.
Mais les salles du MNAC possèdent aussi un chapitre de l’art roman européen exceptionnel par son originalité et son expressivité : il s’agit des peintures murales de l’abside de Sant Climent de Taüll, avec leur célèbre Pantocrator ou Christ en majesté, un chef-d’œuvre indiscutable du XIIe siècle et le témoignage concret de la force créative de la peinture catalane. À côté, il faut remarquer l’ensemble de Santa Maria de Taüll, l’exemple le plus important conservé au musée d’intérieur d’église romane entièrement peint, dont les décorations se sont en bonne partie conservées.
La fin du parcours se concentre sur les peintures de San Pedro d’Arlanza et de la salle capitulaire de Sainte-Marie de Sigena. Ces dernières représentent l’un des plus beaux ensembles picturaux dans le style rénovateur européen de 1200 ; le musée les conserve depuis le grave incendie qui les a abîmées en 1936, pendant la guerre civile.
Le parcours montre également d’autres techniques typiques de l’art catalan, comme la peinture sur bois ou la sculpture en bois, ainsi que d’autres savoir-faire qui complètent les conceptions esthétiques de l’art roman, comme l’orfèvrerie ou la sculpture en pierre.
La collection de peintures sur bois, unique en Europe, représente aussi un chapitre singulier de la peinture romane, tant par la quantité et l’ancienneté des œuvres catalanes conservées – qui proviennent elles aussi de l’intérêt pour l’art roman né à partir de la fin du XIXe siècle – que par la qualité et la variété techniques qui les caractérisent. Les devants d’autel comme celui des Apôtres ou de la Seu d’Urgell, ceux d’Alòs d’Isil, d’Avià ou de Cardet peuvent être considérés comme les paradigmes d’une technique picturale originale de grand intérêt artistique. De son côté, la collection de sculptures en bois offre un panorama du roman avec des œuvres remarquables de types différents, comme la Vierge de Ger, la Majesté Batlló ou les sculptures de la Descente de Croix d’Erill la Vall.
Il faut aussi mentionner les exemples de sculptures en pierre, parmi lesquels se distinguent quelques pièces de Ripoll et un grand groupe d’œuvres qui proviennent de la ville de Barcelone, avec les chapiteaux raffinés en marbre de l’ancien hôpital de Sant Nicolau. Enfin, la collection possède aussi un groupe important d’émaux pour la plupart produits à Limoges, comme la Crosse de Mondoñedo.
| Œuvre                                            | Auteur                | Date                          | Image |
| ------------------------------------------------ | --------------------- | ----------------------------- | ----- |
| Majesté Batlló                                   | Anonyme               | milieu du XIIe siècle.        |       |
| Autel de Tavèrnoles                              | Anonyme               | milieu du XIIe siècle.        |       |
| Peintures de l'abside de Sant Climent de Taüll   | Maître de Taüll       | ca. 1180                      |       |
| Fresques de Sant Joan de Boí                     | Maître de Boí         | XIIe siècle                   |       |
| Fresques de Sant Pere de Sorpe (ca)              | Maître d'Orcau        | 1125-1130                     |       |
| Devant d'autel de la Seu d'Urgell ou des Apôtres |                       | après 1150                    |       |
| Devant d'autel de l'ermitage Sant Quirc de Durro |                       | XIIe siècle                   |       |
| Devant d'autel de Sant Miquel de Soriguerola     | Maître de Soriguerola | commencement du XIIIe siècle. |       |

- Cercle de Pedret - Abside de Santa Maria d'Àneu (fragment)
- Maître de la Seu d'Urgell - Abside de la Seu d'Urgell
- Maître de Pedret - Abside latérale droite de Sant Quirze de Pedret (fragment)
- Maître de Santa Maria de Taüll - Abside centrale de Santa Maria de Taüll
- Maître du Jugement Final - Fragment du mur occidental de Santa Maria de Taüll
- Anonyme - Devant d'autel d'Esquius
- Anonyme - Abside de Sant Joan de Surp
- Mestre d'Avià - Devant d'autel d'Avià
- Anonyme - Devant d'autel de Durro
- Anonyme - Ciborium de Tost
- Maître de Baltarga - Frontal de Baltarga
- Anonyme - Peintures de San Pedro de Arlanza
- Anonyme - Panneau devant d'autel de Sant Romà de Vila
- Maître des Archanges - Devant d'autel des Archanges
- Anonyme - Ciborium de Tavèrnoles
- Atelier de Ribagorça - Devant d'autel de Cardet, Devant d'autel de Rigatell

### Art gothique (fin duXIIIesiècle-XVesiècle)
La collection d’art gothique que présente le MNAC a commencé à se former au cours de la première moitié du XXe siècle, quand on entreprit de sauvegarder et conserver le patrimoine catalan, dévasté par les incendies de couvents qui coïncidèrent avec le désamortissement des biens ecclésiastiques en 1835.
La collection d’art gothique se distingue par l’importance de la présence catalane, mais aussi par une représentation extraordinaire des autres territoires de l’ancienne couronne d’Aragon. Ainsi, elle couvre un vaste panorama de la production artistique gothique dans les trois grands pays péninsulaires de la couronne – la Catalogne, l’Aragon et Valence –, et plus partiellement Majorque.
Les salles du gothique comprennent des œuvres de la fin du XIIIe siècle et du XIVe et XVe siècles, présentées dans un ordre globalement chronologique – rassemblées selon les écoles et certaines affinités typologiques –, mais aussi en regroupements thématiques. Ainsi, les célèbres peintures murales de la Conquête de Majorque, de la fin du XIIIe siècle, illustrent un premier domaine avec d’autres œuvres qui relèvent d’une thématique profane ou civile, allant des caissons de plafond de demeures nobles de Barcelone aux châsses d’amour.
Quelques-unes des œuvres de ce domaine comme des suivants – originaires de Castille, de Navarre, d’Aragon et de Catalogne – montrent bien que les modèles du gothique français dominent jusqu’au milieu du XIVe siècle, quand les innovations italiennes commencent à les évincer. L’apparition et l’assimilation de ces nouveaux modèles, de ces principes venus de l’Italie de Giotto, bouleversèrent la peinture et la sculpture de Catalogne comme de toute la Couronne d’Aragon. À côté de rares exemples italiens, le MNAC expose de nombreuses œuvres italianisantes, comme le Triptyque de Sant Vincenç d’Estopanyà, sans doute peint par un artiste italien immigré, ou les retables des frères Serra, la famille qui fit école dans la peinture catalane des dernières décennies du XIVe siècle. À partir du milieu du même siècle, les modèles italiens se répandent dans la sculpture aussi, même si ceux du gothique français maintiennent encore son autorité. On peut voir des œuvres attribuées à quelques-uns des plus grands sculpteurs de l’époque, comme Jaume Cascalls ou Bartomeu de Robió. La sculpture catalane de la fin du XIVe siècle et de la première moitié du XVe siècle est représentée par deux miséricordes sculptées de Pere Sanglada qui proviennent des stalles du chœur de la cathédrale de Barcelone. Au cours du XVe siècle, quand s’impose le nouveau style international, la solidité de la sculpture locale trouve ses deux plus grands représentants dans Pere Oller et Pere Joan.
Parmi les peintres catalans, Lluis Borrassà, Joan Mates, Bernat Martorell, Ramon de Mur ou Joan Antigó représentent les maîtres du gothique international, une étape stylistique qui coïncide par ailleurs avec l’essor grandissant de Valence en tant que centre artistique, présent au MNAC avec quelques-uns de ses protagonistes, comme Gonçal Peris, mais aussi avec quelques noms aragonais tout autre que secondaires. Les échanges et les parcours artistiques se poursuivent et se croisent pour déboucher sur un nouveau réalisme inspiré au départ par Jan Van Eyck : le Valencien Lluis Dalmau peint la célèbre Vierge des Conseillers à Barcelone, tandis que le valencien Joan Reixac – bien représenté au MNAC – dirige l’atelier le plus prolifique de Valence. Après une étape à Valence lui aussi, Jaume Huguet, le plus grand peintre catalan de la seconde moitié du XVe siècle, s’installe définitivement à Barcelone où il s’impose et fait école. À côté des nombreuses œuvres de Huguet, le MNAC expose la production de peintres de la même époque, comme Pere Garcia de Benabarre, actif en Aragon et en Catalogne et auteur d’une autre formule à succès fondée sur des composantes culturelles semblables.
En marge de ce courant pictural dominant de la peinture catalane, le panorama artistique se complète avec différents épisodes importants, comme le séjour d’Antoine de Lonhy à Barcelone, ou celui postérieur et plus longue de Bartolomé Bermejo, de Cordoue, qui avait travaillé auparavant à Valence et en Aragon. Le paysage de la fin du XVe siècle est parachevé par d’autres peintres castillans comme Fernando Gallego, aragonais comme Martin Bernat ou Miguel Ximénez, et valenciens comme Roderic d’Osana. Enfin, compte tenu de sa singularité, il faut rappeler les Volets d’orgue de la Seu d’Urgell peints à la fin du même siècle par un artiste de Perpignan qui, entre autres noms, porte celui de Maître de la Seu d’Urgell.
- Maître de la conquête de Majorque - Peintures murales de la Conquête de Majorque
- Attribué à Jaume Cascalls (en) - Tête de Crist
- Attribué à Guillem Seguer (en) - Taula de la Santíssima Trinitat i del Corpus Christi
- Maître de Baltimore - Annonciation et Épiphanie
- Maître d'Estopanyà (ca) - Triptyque de Sant Vicenç
- Maître de Sixena, probablement Pere Serra - Retable de la Mère de Dieu
- Pere Serra - Mare de Déu dels àngels i sants
- Attribué à Gonçal Peris - Retable de Sainte Barbara
- Guerau Gener et Lluis Borrassà - Nativité et Saint Jean Evangeliste
- Bernat Despuig (ca) et Jaume Cirera (ca) - Lutte entre les anges et les démons
- Bernat Martorell - Retable de saint Vincent, Martyre de sainte Lucie
- Joan Reixac - Retable de Sainte Ursule et les onze mille Vierges
- Ramon de Mur - Mare de Déu de la llet
- Jaume Huguet - Saint Georges et la princesse, Consécration de saint Augustin
- Lluís Dalmau - Vierge des Conseillers
- Jaume Ferrer II (ca) - Saint Jérôme, saint Martin de Tours, saint Sébastien et Calvaire
- Bartolomé Bermejo - Résurrection et Descente du Christ aux Limbes
- Miguel Ximénez (en) - Saint Jean Baptiste, Saint Fabien et Saint Sébastien
- Fernando Gallego - Épiphanie

### Renaissance et Baroque (XVe–XVIIIesiècles)
La collection d’art de la Renaissance et du baroque représente un patrimoine de valeur qui – contrairement aux grands musées nationaux d’Europe nés à partir des grandes collections royales et nobles – s’est formé en Catalogne en puisant dans l’héritage local, agrandi par des donations et l’acquisition de collections privées.
L'itinéraire part des Pays-Bas du XVIe siècle, où se mêlent la ferveur religieuse et le goût du détail pour la vie quotidienne, comme le montre un ensemble de tableaux et de triptyques de qualité destinés à un usage privé. Au début de la Renaissance, l’art catalan se partage entre les formes gothiques et des solutions innovatrices, comme le Sant Càndid d’Ayne Bru ou le Sant Blai de Pere Fernández, qui portent le sceau de l’humanisme et de l’avant-garde artistique italienne. Le Retable de saint Éloi dels argenters de Pere Nunyes suit le nouveau langage, tout comme le sculpteur Damià Forment dans le groupe de la Dormition de la Vierge. Vers la fin du siècle, la peinture hispanique atteste des œuvres de toute beauté, comme le Christ avec la Croix et Saint Pierre et Saint Paul du Greco, où s’impose la modernité de la couleur issue des leçons que l’artiste a apprises à Venise. À la même époque, Ecce homo de Luis de Morales, Le Tintoret ou Les Bassano s’inscrivent dans l’esprit religieux de la Contre-Réforme.
Le XVIIe siècle commence avec les fresques de la chapelle Herrera d’Annibal Carrache et de ses collaborateurs, qui décoraient l’église romaine Saint-Jacques-des-Espagnols, pour se poursuivre avec des peintures d’autres artistes italiens, comme le Génois Gioacchino Assereto ou les Napolitains Massimo Stanzione et Andrea Vaccaro. Mais par-dessus tout, se distinguent les œuvres des maîtres du Siècle d'or espagnol, comme Le Martyre de saint Barthélemy du Valencien José de Ribera, appelé le « Spagnoletto », Saint Paul de Diego Velázquez, ou l’Immaculée Conception et des natures mortes de Zurbaran. Pour revenir à la Catalogne, l’image de Sant Gaietà du sculpteur Andreu Sala s’inspire de l’art génial du Bernin.
Quant à l’art du XVIIIe siècle, les œuvres d’Antoni Viladomat dédiées à la Vie de saint François qui décoraient le cloître du couvent des frères mineurs de Barcelone constituent le seul cycle sur la vie monastique qui soit entièrement conservé dans un musée. Par ailleurs, l’œuvre audacieuse de Francesc Pla, appelé le « Vigatà », représente la liberté picturale dans la décoration des intérieurs de la nouvelle classe aisée marchande et industrielle et annonce l’art qui allait se développer au XIXe siècle.
Fait exceptionnel par rapport au reste du MNAC, cette collection qui reflète bien le goût d’une partie de notre société pour l’art de la Renaissance et du baroque accueille des œuvres d’art réalisées en Catalogne comme dans le reste de l’Espagne, en Italie et dans les Flandres. Il est ainsi possible d’avoir un panorama de l’évolution de l’art européen à cette époque, auquel concourent deux importantes contributions plus tardives, le legs Cambó et la collection Thyssen-Bornemisza.

#### Legs Cambó
Rassemblées par l’homme politique et mécène catalan Francesc Cambò (1876-1947) afin de donner des tableaux de grands maîtres pour compléter les collections médiévales de ce qui était alors le musée d’art de Catalogne, ces cinquante peintures constituent la donation de plus grande valeur que le MNAC ait reçue de toute son histoire, ainsi que celle qui a le plus enrichi le fonds de la Renaissance et du baroque.
Il s’agit d’un répertoire avec une identité propre qui couvre l’histoire de la peinture européenne du XIVe siècle au début du XXe siècle. Ces œuvres qui marquent le passage du gothique à la Renaissance parlent de la perfection du Quattrocento italien, de la sensualité des grands maîtres vénitiens du Cinquecento, de l’essor économique des Pays-Bas aux XVIe et XVIIe siècles, sans oublier la grandeur du Siècle d’or espagnol, pour arriver jusqu’à la plénitude du rococo européen. Parmi les artistes représentés au MNAC grâce à cette magnifique collection, se distinguent des noms universellement connus, comme Sebastiano del Piombo, Le Titien et Tiepolo, de grands peintres tous originaires d’Italie ; Rubens et Lucas Cranach, de remarquables représentants de l’art flamand ; Fragonard et Maurice Quentin de la Tour pour le rococo français et, enfin, Goya, dont le génie rénovateur conclut le laps de temps que le Legs Cambó couvre.

#### Collection Thyssen-Bornemisza
Quand la collection Thyssen-Bornemisza est installée au palais de Villahermosa à Madrid et que l’État en officialise l’acquisition en 1993, une partie de ses 72 peintures et 8 sculptures – principalement des sujets religieux, mais aussi quelques paysages et portraits – est destinée à Barcelone. L’exposition permanente de ces œuvres dans une aile du monastère de Pedralbes, que le conseil municipal a fait aménager en musée, est inaugurée en 1993. En 2004, la Fondation a signé un accord avec le musée national d’art de Catalogne pour que la collection Thyssen-Bornemisza soit exposée en permanence au MNAC, afin de consolider les collections qu’il possédait déjà et de favoriser une plus grande diffusion des œuvres.
Ce fonds rassemble des peintures et des sculptures qui présentent un panorama de l’art européen du gothique au rococo. Parmi ses nombreuses peintures italiennes, nous trouvons des œuvres de Beato Angelico, Pietro da Rimini, Taddeo Gaddi, Francesco del Cossa, Bernardino Butinone, les Dossi, Titien, Ludovic Carrache, Tiepolo et Canaletto, entre autres noms. Pour l’école flamande, citons surtout une toile de Rubens et un paysage de Salomon Jacobz Van Ruysdael.
| Œuvre                                                              | Auteur                     | Date              | Image |
| ------------------------------------------------------------------ | -------------------------- | ----------------- | ----- |
| Mère de Dieu et l'Enfant entronisés avec ses anges                 | Lorenzo Monaco             | 1415 - 1420       |       |
| Madonna dell'Umiltà                                                | Fra Angelico               | après 1433 - 1435 |       |
| Sant Càndid                                                        | Ayne Bru                   | 1502-1507         |       |
| Saint Pierre et Saint Paul                                         | Le Greco                   | 1595 - 1600       |       |
| Mère de Dieu et l'Enfant avec sainte Isabelle et saint Jean enfant | Pierre Paul Rubens         | vers 1615         |       |
| Saint Paul                                                         | Diego Velázquez            | vers 1619         |       |
| Immaculée Conception                                               | Francisco de Zurbarán      | 1632              |       |
| Marie-Anne d'Autriche, reine d'Espagne                             | Diego Velázquez            | 1655-1657         |       |
| Nature morte                                                       | Francisco de Zurbarán      | 1598-1664         |       |
| Voiliers près d'un village                                         | Salomon Van Ruysdael       | 1660              |       |
| Retour du Bucentaure le jour de l'Ascension                        | Giovanni Antonio Canaletto | vers 1745-1750    |       |
| Le Menuet                                                          | Giandomenico Tiepolo       | 1756              |       |
| Jean-Claude Richard, l'abbé de Saint-Non, habillé à l'espagnole    | Jean-Honoré Fragonard      | vers 1769         |       |
| Allégorie de l'amour (Cupidon et Psyché)                           | Francisco de Goya          | vers 1798 - 1805  |       |

- Pedro Berruguete - Saint Grégoire pape
- Paolo da San Leocadio - Lamentation sur le corps du Christ mort
- Maître de Francfort - Triptyque du Baptême du Christ
- Pere Nunyes - Retable de saint Éloi des argentiers
- Sebastiano del Piombo - Vittoria Colonna (?)
- Titien et atelier - Dame devant le miroir
- Lucas Cranach l'Ancien - Parella amorosa desigual
- Jacopo Bassano - Calvaire
- Luis de Morales - Ecce homo
- Ludovico Carracci - Présentation de l'Enfant au temple
- Jacopo Tintoretto - Portrait de cavalier
- Annibale Carracci - Peintures murales de la chapelle Herrera
- José de Ribera - Martyre de saint Barthélemy
- Francisco Ribalta - Ramon Llull
- Francisco de Zurbarán - Saint François d'Assise selon la vision du pape Nicolas V
- Giandomenico Tiepolo - Le Menuet, Le charlatan
- Salomon Van Ruysdael - Voiliers à côté d'un village
- Luis Eugenio Meléndez - Nature morte avec des pommes, raisins, melons, pain, jarre et bouteille
- Maurice Quentin la Tour - Portrait de Pierre-Louis Laidegrive

### Art moderne (XIXe–XXesiècles)
La collection d’art moderne du MNAC naît avec l’Exposition universelle de 1888, quand le conseil municipal de Barcelone fait installer le premier petit noyau d’œuvres modernes – encore contemporaines à l’époque – dans le palais des beaux-arts. La collection s’est considérablement agrandie avec les acquisitions que le conseil municipal faisait dans les expositions de beaux-arts. Le fonds actuel d’art moderne réunit les plus belles œuvres de l’art catalan du début du XIXe siècle aux années 1940. Le parcours commence avec les artistes qui suivirent les principes du néoclassicisme, du romantisme et du réalisme. Le peintre Josep Berbat Flaugier et le sculpteur Damià Campeny se distinguent parmi les néoclassiques. Pour le romantisme, il faut mentionner les peintres nazaréens comme Claudi Lorenzale qui se perfectionna dans le portrait, et Lluís Rigalt qui inaugure la tradition des paysages en Catalogne, poursuivie à l’époque du réalisme, entre autres, par Ramon Martí Alsina qui introduit les idées de Courbet dans le pays et par Joaquín Vayreda, le fondateur de l’École d'Olot. Marià Fortuny mérite un chapitre à part, puisqu’il s’agit du plus grand peintre espagnol du XIXe siècle après Goya, qu’il triompha sur la scène internationale avec la peinture de genre et qu’il fit preuve d’idées d’avant-garde dans ses dernières productions. Les peintres qui optèrent pour le réalisme anecdotique, comme Romà Ribera et Francesc Masriera, et les « luministes » de l’école de Sitges (les héritiers de Fortuny) sont également présents, alors que les frères Vallmitjana se distinguent comme les plus grands représentants de la tradition réaliste dans le domaine de la sculpture. La collection du XIXe siècle comprend aussi une exposition de photographie historique avec des œuvres de A. A. Disdéri, Jean Laurent, Le Jeune et Charles Clifford, entre autres noms, et des images de toutes sortes d’endroits de la géographie espagnole.
L’un des axes portants des collections d’art moderne est représenté par le modernisme, un mouvement de grande importance artistique et culturelle en Catalogne. En peinture, le courant qui s’y identifie le plus est le groupe d’artistes rénovateurs guidés par Ramon Casas et Santiago Rusiñol qui, dans leurs œuvres parisiennes, introduisirent des aspects de l’impressionnisme français. Un autre courant est le symbolisme, représenté par les peintures d’Alexandre de Riquer et Joan Brull, mais aussi par quelques photographies du pictorialiste Pere Casas Abarca. La présence d’artistes de la deuxième génération moderniste est tout aussi importante, car Isidre Nonell, Marià Pidelaserra, Ricard Canals, Hermenegildo Anglada Camarasa, Nicolau Raurich ou Joaquim Mir portèrent la peinture catalane à l’un de ses sommets au tout début du XXe siècle. Il y a aussi des peintres espagnols comme Julio Romero de Torres, Joaquim Sorolla, Ignacio Zuloaga, Darío de Regoyos et José Gutiérrez Solana, le photographe Ortiz Echagüe, les artistes français Boudin et Rodin et le britannique Sisley. Du côté de la sculpture moderniste, il faut citer les créations de Miquel Blay et Josep Llimona, clairement influencés par Rodin. La collection d’arts décoratifs modernistes expose quelques ensembles exceptionnels de décorations intérieures de Josep Puig i Cadafalch, Gaspar Homar et Antoni Gaudí, qui proviennent respectivement des demeures Amatller, Lleó Morera et Battló, du front de mer Gràcia de Barcelone ; il y a de remarquables objets d’art en fer forgé, céramique, verre et bijouterie, sans oublier les mobiliers de Joan Busquets et de l’architecte Josep M. Jujol.
L’autre mouvement amplement illustré au MNAC est le Noucentisme, qui incarne la recherche des origines et la Méditerranéité. Il est représenté par les compositions classiques de Joaquim Torres-García et Joaquim Sunyer, avec de vagues influences de Cézanne, et les nus sculptés de Josep Clarà et Enric Casanovas. Ce mouvement est complété avec les sculptures de Manolo Hugué et les peintures de Xavier Nogués, caractérisées par de forts accents populaires. Vers 1920, apparaît une génération d’artistes qui doit faire un choix : suivre la tradition figurative ou faire le saut vers l’avant-garde. Certains d’entre eux, comme les peintres Josep de Togores et Francesc Domingo, réalisèrent des œuvres personnelles dans le contexte du réalisme international d’entre les deux guerres. D’autres, comme Torres-García lui-même, Rafael Barradas ou Salvador Dalí, trouvèrent dans les galeries Dalmau le lieu souhaité pour exposer leur production plus innovatrice.
L’avant-garde historique, surtout sur le versant de la sculpture, est très bien représentée avec des groupes remarquables de Pau Gargallo, Juli González et Leandre Cristòfol, alors que la peinture se distingue avec le grand Picasso qui a fait son entrée dans la collection du MNAC en 2007.
Enfin, dans le domaine de la photographie, Josep Masanas, Josep Batlles, Pere Català Pic et Emili Godes se distinguent pour leurs contributions plus d’avant-garde, et Agustí Centelles pour son important document graphique sur la guerre civile. Par ailleurs, la nouvelle avant-garde apparue après la guerre est représentée par Otho Lloyd et Joaquim Gomis, puis poursuivie par le néoréalisme de Francesc Català-Roca, Joan Colom, Oriol Maspons et Xavier Miserachs, entre autres noms.
| Œuvre                                                            | Auteur               | Date      | Image |
| ---------------------------------------------------------------- | -------------------- | --------- | ----- |
| L'Odalisque                                                      | Marià Fortuny        | 1861      |       |
| Ruines                                                           | Lluís Rigalt (en)    | 1865      |       |
| Le chemin vers Granollers                                        | Ramón Martí Alsina   | 1866-1872 |       |
| Paysage avec des agaves                                          | Ramón Martí Alsina   | 1866-1872 |       |
| Nu masculin                                                      | Tomás Moragas        | 1867      |       |
| Les Noces                                                        | Marià Fortuny        | 1868      |       |
| Montagnes de Monserrat                                           | Lluís Rigalt         | 1870      |       |
| Paysage de Grenade                                               | Marià Fortuny        | 1871      |       |
| El pla de Boqueria                                               | Achille Battistuzzi  | 1873      |       |
| L'Enterrement de Fortuny                                         | Ramon Tusquets       | 1874      |       |
| Mariée berbère                                                   | Josep Tapiró i Baró  | 1883      |       |
| La mort                                                          | Josep Triado         | 1883      |       |
| Nu masculin                                                      | Joan Baixas Carreter | 1883      |       |
| La Sieste (la migdiada)                                          | Ramon Martí i Alsina | 1884      |       |
| Après le bal (Després del Ball)                                  | Francesc Masriera    | 1886      |       |
| Champ de blé (croquis)                                           | Joaquim Vayreda      | 1887      |       |
| Champ de sarrasin (croquis)                                      | Joaquim Vayreda      | 1888      |       |
| Portrait de Miquel Utrillo                                       | Santiago Rusiñol     | 1889-1890 |       |
| Plein air                                                        | Ramon Casas          | 1890      |       |
| Intérieur                                                        | Ramon Casas          | 1890      |       |
| Interior del Moulin de la Galette                                | Ramon Casas          | 1890-1891 |       |
| En campagne                                                      | Santiago Rusiñol     | 1890-1891 |       |
| Saules au coucher du soleil                                      | Enric Galwey         | 1890      |       |
| Ramon Casas velocipedista                                        | Santiago Rusiñol     | 1890      |       |
| Entrada al parc del Moulin de la Galette                         | Santiago Rusiñol     | 1891      |       |
| Camí de Gavà                                                     | Joaquim Vayreda      | 1892-1894 |       |
| Sant Miquel Arcàngel                                             | Antoni Gaudí         | 1894      |       |
| Santa Coloma de Gramanet                                         | Joaquim Vayreda      | 1894      |       |
| La procession du Corpus Christi                                  | Ramon Casas          | 1896      |       |
| Episode du jour de l'an à Paris (japoneria)                      | Miquel Utrillo       | 1896      |       |
| La Primera Comunió                                               | Josep Llimona        | 1897      |       |
| Bateau sur la rive du lac de Banyoles                            | Modest Urgell        | 1897      |       |
| ombres chinoises                                                 | Ramon Casas          | 1897      |       |
| Portrait de Miquel Utrillo                                       | Ramon Casas          | 1899      |       |
| Rosassa amb l'ull etern (Rosace à l'oeil Eternel)                | Antoni Gaudí         | 1900      |       |
| Dona asseguda                                                    | Josep Llimona        | 1900      |       |
| Une rue de Paris (Soleil d'hiver)                                | Marià Pidelaserra    | 1900      |       |
| Une journée d'hiver au Jardin du Luxembourg                      | Marià Pidelaserra    | 1900      |       |
| Vue aérienne d'un quartier de Paris (Hiver - Jour de brouillard) | Marià Pidelaserra    | 1900      |       |
| La Seine par une journée grise                                   | Marià Pidelaserra    | 1900-1901 |       |
| Jarrón con figura femenina                                       | Dionís Renart        | 1900      |       |
| Bohème                                                           | Pere Ysern i Alié    | 1901      |       |
| Deux Gitanes                                                     | Isidre Nonell        | 1903      |       |
| Cadre de miroir avec dame et lys                                 | Pablo Gargallo       | 1903      |       |
| El Prat de Llobregat                                             | Nicolau Raurich      | vers 1905 |       |
| Terrers (Montgat)                                                | Nicolau Raurich      | vers 1906 |       |
| Mer latine                                                       | Nicolau Raurich      | 1906      |       |
| Desconsol                                                        | Josep Llimona        | 1907      |       |
| Nu Femení                                                        | Josep Llimona        | 1907      |       |
| Solitude                                                         | Nicolau Raurich      | vers 1907 |       |
| Nu femeni                                                        | Josep Llimona        | 1918      |       |
| Nu d'home jove                                                   | Pablo Gargallo       | 1918      |       |
| Terre de l'Est                                                   | Nicolau Raurich      | 1921      |       |
| Bust de dona                                                     | Enric Cassanovas     | 1928      |       |
| La galerie                                                       | Feliu Elias          | 1928      |       |

- Marià Fortuny - La Bataille de Tétouan
- Ramon Tusquets - L'Enterrement de Fortuny
- Modest Urgell - El toc d'oració; Barca a la vora de l'estany de Banyoles
- Joaquim Vayreda - L'été, La sega
- Alexandre de Riquer - Composició amb nimfa al•lada davant la sortida del sol
- Darío de Regoyos - El xàfec. Badia de Santoña
- Santiago Rusiñol - Laboratori de la Galette; Ramon Casas velocipedista;Portrait de Miquel Utrillo
- Joan Brull - Somni
- Josep Llimona - Desconsol; Nu femeni;La Primera Comunió
- Ramon Casas - Interior a l'aire lliure, Ramon Casas et Pere Romeu sur un tandem
- Marià Pidelaserra (es) - Muntanyes des del Montseny. Dia serè al matí
- Alfred Sisley - A Saint Mammès. Sol de juny
- Ricard Canals - Cafè concert, La Toilette
- Hermenegildo Anglada Camarasa - Granadina, Le Paon blanc
- Antoni Gaudí - Confident de la Casa Batlló
- Joaquim Mir - La catedral dels pobres, Poble escalonat
- Isidre Nonell - La Paloma; Dolores, 1903.
- Joaquim Torres-García - Dones de poble, Composició constructiva
- Joaquím Sunyer - Cala forn
- José Gutiérrez Solana - Les coristes, Cala Forn
- Josep de Togores (es) - Noies Catalanes
- Salvador Dalí - Retrat de Salvador Dalí i Cusí, pare de l'artista
- Pablo Picasso - Dona amb barret i coll de pell (Marie-Thérèse Walter)
- Antoni Tàpies - Marró negrós
- Julio González - Natura Morta II
- Juan Navarro Ramón - Te vengaremos (Exposition universelle de 1937)

### Cabinet des dessins et des gravures
Les collections du Cabinet des dessins et des gravures du MNAC rassemblent quelque 50 000 dessins, 70 000 gravures et plus de 1 000 affiches qui appartiennent au fonds historique. Les fonds illustrent la richesse et la variété des tendances et des mouvements artistiques les plus importants de l’art catalan. Ils commencent à s’intensifier à partir de la fin du XVIIIe siècle, quand apparaît à Barcelone l’école gratuite de Disseny les Nobles Arts, appelée l’Escola de Llotja, qui devint une référence dans la consolidation de l’académisme en Catalogne. Parmi les nombreuses œuvres du groupe d’artistes liés à cette école au XIXe siècle, il faut souligner la présence de Josep Bernat Flaugier, Vicent Rodés, Claudi Lorenzale et Ramon Marti i Alsina, ainsi que quelques familles qui, comme les Planella ou les Rigalt, façonnent l’étape artistique qui va du néoclassicisme au réalisme. De l’époque précédente, il ne faut pas oublier la contribution du principal peintre baroque catalan, Antoni Viladomat, dont le cabinet possède un noyau significatif d’œuvres. Dernièrement, en 2003, la production artistique catalane du baroque s’est agrandie avec l’acquisition d’un ensemble de plans d’autels de la collection de César Martinell qui, très singulier, permet d’étudier l’histoire des retables catalans des XVIIe et XVIIIe siècles.
La collection se distingue tout particulièrement avec un noyau important d’œuvres de Marià Fortuny, constitué de 1 500 dessins et de 50 gravures qui forment un fonds incontournable pour reconstruire le parcours créatif de cet artiste de génie du XIXe siècle. De la même période, il faut aussi signaler plus de 30 dessins du peintre de sujets historiques Eduardo Rosales ; acquis en 1912, ils se rapportent au Testament d’Isabelle la Catholique et à la Mort de Lucrèce, deux de ses compositions historiques plus significatives.
Les collections du cabinet possèdent aussi de nombreuses œuvres du modernisme et du noucentisme. Concrètement, le cabinet comprend plus de 600 affiches modernistes d’artistes importants aussi bien catalans qu’étrangers, parmi lesquelles se distinguent celles de Ramon Casas, l’un des créateurs les plus illustres du modernisme. De cet artiste, citons plus particulièrement la célèbre série de « Portraits au charbon », qui représente une véritable galerie iconographique des personnalités du moment en Catalogne, donnée par l’auteur lui-même en 1909. Parmi les artistes du noucentisme, il convient de signaler l’importante collection d’œuvres d’Isidre Nonell, consistant en plus de 150 compositions.
Il faut aussi mentionner la collection d’affiches de la même époque, acquise en grande partie par le musée à Lluis Plandiura en 1903. Ces 500 affiches et quelques, en bonne partie aussi d’auteurs étrangers, représentent un patrimoine d’une valeur inestimable et illustrent magistralement l’art de l’affiche en Catalogne.
Enfin, bien qu’il s’agisse d’un fonds inégal, il faut dire un mot des mouvements d’avant-garde. De ce point de vue, le sculpteur Juli González est l’un des artistes les mieux représentés grâce à la donation de plus de 150 dessins de sa fille Roberta en 1972. En revanche, la présence de deux grands créateurs de l’art contemporain comme Dalí et Miró n’est guère plus qu’un témoignage.
Quant à la formation des fonds du cabinet des dessins et des gravures, il faut signaler deux acquisitions importantes du Comité des musées : la collection du critique littéraire et artistique Raimon Casellas en 1911, puis celle de l’artiste moderniste Alexandre de Riquer dix ans plus tard.

### Cabinet numismatique de la Catalogne
Créé en 1932, le cabinet numismatique de Catalogne possède actuellement une collection de plus de 134 000 exemplaires. Ce fonds provient d’un ample processus d’acquisitions, donations, legs ou dépôts qui a commencé dans la première moitié du XIXe siècle et qui se poursuit encore.
La collection de monnaies comprend presque 100 000 pièces qui représentent les principales séries numismatiques avec des exemplaires allant du VIe siècle av. J.-C. à aujourd’hui. Les pièces de monnaie les plus importantes et les plus significatives sont incontestablement celles qui ont été émises en Catalogne, avec de nombreux exemplaires rarissimes ou uniques. Les collections commencent avec les émissions de l’antiquité, parmi lesquelles se distinguent les monnaies frappées dans la péninsule ibérique, comme celles des colonies grecques d’Emporion et de Rhode, ou le trésor de 897 pièces en argent retrouvé dans la neapolis d’Emporion. La collection de pièces de monnaie wisigothes, avec des émissions de Barcino, Tarraco ou Gerunda, en territoire catalan, illustre le passage de l’Antiquité au Moyen Âge. Les séries chrétiennes de l’Occident médiéval représentent presque tous les royaumes européens, bien que le fonds de pièces de monnaie de la Catalogne et de la Couronne d’Aragon s’y impose avec des exemplaires qui montrent progressivement l’évolution historique et économique de ces territoires. Par exemple, la croissance économique du XIIIe siècle est documentée par l’apparition des premiers croats en argent battus au nom de Pere II à Barcelone. Les émissions d’époque moderne et contemporaine, quant à elles, illustrent trois périodes très significatives : la Révolte des Faucheurs, la Guerre de Succession et l’invasion napoléonienne.
La collection de médailles compte plus de 9 000 pièces qui s’étendent des premiers exemplaires battus en Italie dans la seconde moitié du XVe siècle jusqu’à ceux d’aujourd’hui. Le gros de la collection est constitué des pièces produites en Espagne, pour la plupart par des artistes et graveurs connus qui réalisèrent des médailles de grande qualité. Ainsi y trouve-t-on des médailles faites par des maîtres graveurs importants du XVIIIe siècle, comme Tomás Francisco Prieto ou Gerónimo Antonio Gil. À la fin du XIXe siècle, surtout à partir de l’Exposition universelle de Barcelone de 1888, il faut ajouter les médailles des sculpteurs modernistes qui illustrent un moment exceptionnel de cet art, surtout en Catalogne, comme le montre bien la collection du cabinet. L’artiste le plus important a été Eusebi Arnau, mais des sculpteurs comme Parera, Blay, Llimona ou Gargallo créèrent eux aussi des pièces de grande qualité.
Le noyau central de la collection de papier-monnaie, qui couvre un large éventail de types différents de documents, est constitué par le fonds de billets de banque et ses 4 100 exemplaires. On y remarque la série espagnole qui contient les émissions de la Banque d’Espagne de 1874 à aujourd’hui, ainsi que la série de papier-monnaie émise par la Généralité de Catalogne et par les municipalités catalanes pendant la guerre d’Espagne.
Le Cabinet conserve aussi des pièces de divers types qui se rapportent, directement ou indirectement, à la numismatique. Entre autres, le fonds rassemble des outils servant à la fabrication des pièces, toutes sortes de balances, des jetons, des pellofes, des fiches, des tampons, des décorations et des fonds documentaires.

## Centre de restauration et de conservation préventive
Le centre de restauration et de conservation préventive est chargé de la sauvegarde des collections du MNAC. Il veille à l’intégrité aussi bien des pièces exposées que de celles des magasins, qu’elles soient en dépôt ou prêtées, et il ralentit autant que possible le processus de vieillissement des matériaux qui composent les œuvres d’art. Le centre étudie aussi les caractéristiques matérielles et techniques de ces dernières afin de fournir une assistance scientifique et technique aux historiens d’art des différentes périodes, encourageant ainsi les échanges et les études interdisciplinaires.
Des professionnels avec des spécialisations différentes diagnostiquent les altérations et les pathologies des objets, déterminent les causes de dégradation et font leur possible pour supprimer les risques. Le but est de créer un environnement stable et de parvenir à créer les meilleures conditions d’exposition, d’emmagasinage, de manipulation, de transport et d’emballage. Il s’agit de minimiser la dégradation des œuvres en créant un milieu adéquat, le type d’exposition le plus approprié, un contrôle strict du mouvement des objets et des traitements de restauration cas par cas.
La plupart des interventions sont de nature préventive, mais l’application de traitements curatifs et les restaurations ont aussi leur importance. Ces dernières visent à améliorer la lecture esthétique des œuvres sur lesquelles des restaurateurs des générations précédentes ont travaillé avec des critères différents de ceux d’aujourd’hui. Naturellement, on ne peut prétendre rendre à une œuvre son état d’origine, et il s’agit de respecter le vieillissement et les apports légitimes qui font partie de l’histoire de la pièce et de la restauration en Catalogne.
Il faut rappeler que le centre de restauration et de conservation préventive du MNAC hérite d’une grande rénovation entamée par Joaquim Folch i Torres quand il dirigeait le musée d’art de Catalogne, et plus particulièrement à partir des années 1930, quand le Comité des musées envoya Manuel Grau i Mas se former auprès de Mauro Pelliccioli, alors directeur des laboratoires de restauration de Milan qui dépendaient de la pinacothèque de Brera et qui jouèrent un rôle essentiel dans toute la restauration européenne. Le centre de restauration et de conservation préventive continue à œuvrer pour devenir une référence de pointe pour son propre musée tant sur le plan méthodologique que pour la rigueur et les critères qu’il applique.
Il peut compter sur un personnel scientifique pour accomplir les tâches de conservation préventive et du laboratoire chimique, et sur une équipe de conservateurs-restaurateurs de différentes spécialisations conformes aux types de collections du musée : restauration de peinture sur toile et de peinture murale détachée ; restauration de peinture sur bois, de sculpture en bois peint et de mobilier ; restauration d’œuvres d’art sur papier e photographie et restauration d’objets en pierre, en métal et fabriqués à la forge.

## Bibliothèque et archives
La bibliothèque est un centre de documentation important ouvert au public. Elle tire son origine des livres que les experts des musées de Barcelone consultèrent quand ils préparèrent l’Exposition Universelle de 1888. Le Comité des Musées ordonne son ouverture au public au début du XXe siècle et lui donne un élan définitif en 1907, quand la Commission Spéciale de la bibliothèque est instituée. Depuis, le fonds n’a cessé de grandir grâce à des legs et des donations de bibliothèques privées.
Ses fonds consistent en volumes et revues aussi bien nationales qu’étrangères sur les différents domaines artistiques : monographies d’art et d’artistes, photographie, numismatique et publications d’histoire locale, une réserve avec une collection de manuscrits et d’incunables comme La Chronique de Nuremberg de 1493, des œuvres publiées avant 1900, des volumes d’artistes et des éditions de bibliophiles. Il y a également des sections très intéressantes, comme celle des « Catalogues d’expositions » créée en 1913, qui rassemble le matériel exposé dans des galeries de Barcelone, de Catalogne, d’Espagne et de quelques pays étrangers, et la section de la « Presse », de 1968, qui réunit les nouvelles d’intérêt artistique publiées dans les quotidiens. Une bonne partie du fonds de la bibliothèque provient de la politique éditoriale du MNAC, dans le but d’encourager les échanges et de faire en sorte que la bibliothèque reçoive les publications des musées et des centres spécialisés du monde entier.
La bibliothèque est aménagée pour que les experts du musée, les chercheurs, les étudiants, les professionnels de l’art et toute personne qui s’intéresse à l’art puissent disposer facilement du maximum d’informations possible. De la salle de lecture, on peut accéder au catalogue de la bibliothèque, au catalogue collectif des universités catalanes (CCUC), à différentes bases de données (University of Princeton, Index of Christian Art, Bibliography History of Art, Art Price) ainsi qu’à celles disponibles sur CD-Rom et sur Internet.
Les archives entrent elles aussi dans l’organisation du MNAC à part entière : ce département a été créé en 1995 pour administrer les fonds documentaires que possède l’institution. Selon la provenance des fonds, les archives conservent tant la documentation produite par le musée depuis 1991, date de la création du consortium, que les fonds historiques des institutions qui forment aujourd’hui le MNAC : le musée d’art de Catalogne, le musée d’art moderne, le cabinet des dessins et des gravures, le cabinet numismatique de Catalogne et la bibliothèque d’histoire de l’art.
De plus, les archives conservent aussi à titre de précieuse documentation historique les fonds des différentes commissions chargées d’organiser des expositions de beaux-arts (1891-1946). On peut également y trouver d’autres sources historiques liées au monde de l’art.
Les archives disposent aussi d’une section d’images avec quelque 350 000 documents audiovisuels, surtout photographiques, de différents supports et formats.

## Sources
- Le Guide: Museu Nacional d'Art de Catalunya. Barcelona: Museu Nacional d'Art de Catalunya, 2021.  (ISBN 9788480433785)